# Jean-Louis Renault
Pour les articles homonymes, voir Renault (homonymie).
Jean-Louis Renault, né le 24 janvier 1920 et mort le 4 juin 1982 est le fils et unique héritier de l'industriel Louis Renault.

## Biographie
À la suite de la nationalisation de la société Renault, le 1er janvier 1945, Jean-Louis Renault n'hérite pas de son père.
Toutefois, le 29 juillet 1967, une loi reconnaît le droit à l'indemnisation très partielle du fils de Louis Renault, mais cette indemnisation ne concernait que les biens personnels et non les biens industriels.
En 2010/2011, deux de ses huit enfants, Louis Renault et Hélène Renault-Dingli, œuvrent pour la réhabilitation de leur aïeul malgré la contestation de plusieurs historiens.